# アントワーヌ・ゼグダル
アントワーヌ・ゼグダル（Antoine Zeghdar、1999年5月22日 - ）は、トップ14カストル・オランピックに所属するラグビー選手。

## プロフィール
- モナコ出身[1]。
- ポジションはセンター(CTB)。
- 身長 198cm、体重 100kg

## 略歴
RCトゥーロン、オヨナを経て、2021年、カストル・オランピックに加入。
2024年、2024パリ五輪の7人制フランス代表に選ばれて金メダル獲得。